# Crex egregia
El guion africano (Crex egregia) es una especie de ave gruiforme de la familia rallidae,  se reproduce en la mayoría de los países de África subsahariana, desde Senegal, al este de Kenia y hasta el sur de África del Sur, con exclusión de las zonas más áridas al suroeste de África. 

No tiene subespecies reconocidas, y junto al guion de codornices (Crex crex) son las únicas dos especies del género Crex.